# Zhang Yufeng
Zhang Yufeng (chinois simplifié : 张玉凤 ; pinyin : zhāng yùfèng) est née le 9 janvier 1945 dans la ville de Mudanjiang, province du Heilongjiang. Au début des années 1960, elle devient une des maîtresses de Mao Zedong. Elle a alors 18 ans, tandis que son amant en a 69. Elle vit à ses côtés à partir de 1970 et porte le titre de secrétaire particulière dans les dernières années de la vie du Grand Timonier.

## Contexte
Mao Zedong s'est marié à quatre reprises. En 1955, sa dernière femme Jiang Qing est accueillie à Moscou pour soigner un cancer du col de l'utérus, elle y séjourne souvent. Elle confie à un médecin soviétique qu'elle n'a plus de relations sexuelles avec Mao Zedong. Ce dernier a de jeunes et jolies infirmières complaisantes et ne dédaigne ni les danseuses ni les jeunes paysannes.

## Biographie
Zhang Yufeng est la dernière compagne de Mao Zedong et selon le sinologue Jean-Luc Domenach « certainement la plus dévouée ».
Zhang Yufeng est issue d'une famille de cheminots et affectée très jeune, à la fin des années 1950, au train spécial de Mao Zedong puis à son service personnel  « de plus en plus intime ». Zhang Yufeng devient la favorite du Grand Timonier à partir de l'été 1962. Mao Zedong a 69 ans et Zhang Yufeng a 18 ans, mais Mao est à l'époque toujours accompagné de deux secrétaires et délaisse souvent Yufeng. Son médecin personnel indique par ailleurs que Mao ne dédaigne pas les jeunes hommes qui sont à son service pour le masser en fin de journée.
Elle reste définitivement au côté de Mao à partir de 1970. Avant cette date, Mao Zedong était suspicieux à l'égard de sa maîtresse, la soupçonnant d'être une espionne à la solde des Japonais, car il avait appris que son véritable père était un dentiste japonais et non un cheminot chinois.
Zhang Yufeng entretient des relations cordiales avec Wang Dongxing, garde du corps du Président, Jiang Qing la dernière épouse de Mao Zedong et Li Na, sa fille. Zhang Yufeng est passée du statut de la timide jeune fille à celui de « maîtresse femme », n'hésitant pas à menacer Mao de le quitter quand celui-ci met en péril sa santé. C'est ainsi que Mao fit appel à sa femme Jiang Qing, afin que cette dernière insiste auprès de sa maîtresse Zhang Yufeng pour qu'elle réintègre le domicile « quasi conjugal ».

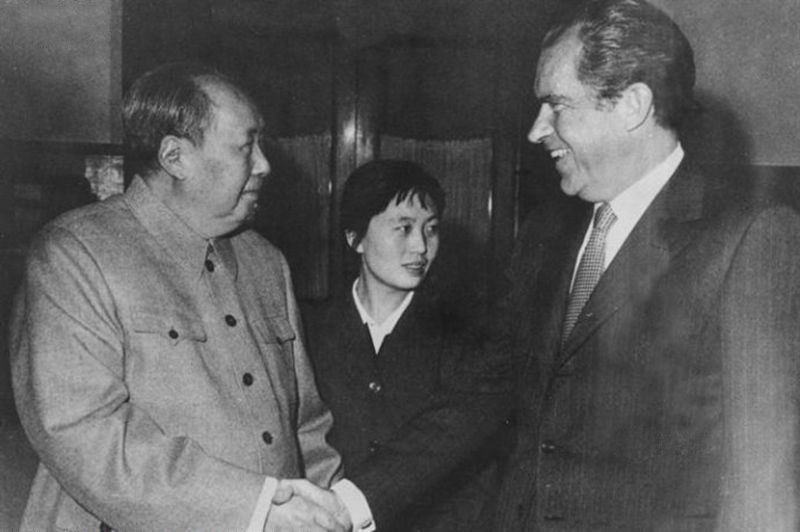
Mao Zedong, Zhang Yufeng et Richard Nixon en 1972.

À partir de 1972, Zhang Yufeng aide Mao Zedong à se restaurer et décide s'il est capable de recevoir des visiteurs ou pas.
En 1974, selon le sinologue Jonathan Spence : « elle devient littéralement, l'interface de Mao avec le monde », en effet ce dernier ne peut plus parler et elle déchiffre les balbutiements de Mao en lisant sur ses lèvres.
Zhang Yufeng évoque la dernière fête du printemps du Président, il était seul sans membre de sa famille à ses côtés  : « Le dîner de la veille, c'est moi qui ai donné à manger au Président. Il était difficile pour lui d'ouvrir la bouche pour manger. Ce jour-là, comme toujours, il a mangé au lit un peu de riz et du poisson de Wuchang qu'il aime tant. Voilà son dernier dîner de la veille ».
Selon l'universitaire Perry Link, Mao Zedong conservait de nombreux secrets dans un coffre, dont la clé, après sa mort, a été conservée par Zhang Yufeng, qui l’a ensuite donnée à Hua Guofeng, le successeur de Mao.
Le 9 septembre 2015, lors de l'anniversaire de la mort de Mao Zedong, Zhang Yufeng et son mari Liu Aimin se sont recueillis dans le mémorial de Mao. Le couple s'est retrouvé avec Wang Jingqing, Li Ne et Mao Xinyu.

## Famille
Zhang Yufeng profite de sa proximité avec le pouvoir communiste pour loger confortablement ses parents dans un appartement de Pékin.
Elle se marie en 1967 avec Liu Aimin et a au moins deux filles. L'aînée est partie aux États-Unis pour obtenir un doctorat en éducation, elle s'y installe. Sa deuxième fille est docteur en obstétrique et gynécologie.

## À voir